# Jean Mouton (compositeur)
Pour les articles homonymes, voir Jean Mouton et Mouton (homonymie).
Jean Mouton, de son vrai nom Jean de Hollingue, né à Samer vers 1459 et mort à Saint-Quentin le 30 octobre 1522, est un compositeur français. On trouve aussi les orthographes Jehan de Hollingue ou Houllingue, ou encore Jehan Mouton.

## Biographie
Comme Josquin des Prés, dont il est l’ami et le condisciple, Jean Mouton est originaire du nord-est de la Picardie.
Il étudie à la maîtrise de Saint-Quentin avec Josquin, puis y devient magister puerorum (maître des enfants chantant dans le chœur).
Vers 1483, il est maître de chapelle à Nesle et y est ordonné prêtre. En 1499, il dirige la maîtrise de la Cathédrale d'Amiens pour deux ans, sans toutefois être nommé maître de chapelle. Il est ensuite chanoine à la cathédrale de Thérouanne, puis il obtient en 1501 une charge à l'église collégiale Saint-André de Grenoble, qu'il abandonne sans permission en 1502. C’est sans doute la raison qui le pousse à quitter sa région pour rentrer au service de la couronne de France comme chanteur. 
Il est par la suite à la chapelle d'Anne de Bretagne (épouse de Louis XII) qui intercède en 1509 pour qu'il obtienne un canonicat à Saint-André de Grenoble. Musicien favori d’Anne de Bretagne, alors reine de France, il effectue avec elle un voyage à Grenoble et devient maître de la chapelle du palais en 1505. En 1510, un de ses motets, Non nobis domine, célèbre la naissance de la fille de Louis XII et d'Anne de Bretagne. En 1514, à la mort d'Anne de Bretagne (où il écrit un motet Quis dabit oculis nostris), il devient maître de chapelle, d'abord sous Louis XII, puis sous François Ier.
Très renommé en Italie grâce à son ami Josquin parti pour Milan quelques années auparavant, il compose la musique des offices célébrés lors de la paix de Bologne en 1515 et devient alors le compositeur préféré des Italiens, tant à la cour du duc de Ferrare qu'à Rome ou à Venise. C’est d’ailleurs, après Josquin, le compositeur du début du XVIe siècle le plus copié et le plus édité de son vivant, notamment en Italie. 
Élu chanoine de Saint-Quentin en 1518, il y meurt en 1522. Il obtient un bénéfice à la collégiale de Saint-Quentin où il est enterré. Sur son tombeau est inscrit « En son vivant chantre du roy, chanoine de Thérouanne et de cette église ».
Il est cité par différents auteurs, tels que Rabelais, dans le prologue du Quart Livre en 1552, ou Pierre Maillard dans Tons et discours sur les modes de musique en 1610.
À l’évidence, son influence musicale auprès des compositeurs romains, comme auprès des compositeurs vénitiens (Adrien Willaert, également picard, aura beaucoup œuvré pour transmettre son héritage), en font l’un des pères de ces deux grandes écoles de la Renaissance. Ses œuvres sont encore exécutées de nos jours à Rome, à la chapelle pontificale.
Son œuvre compte près de 20 messes (dont certaines sont perdues ou nous sont parvenues sous forme de fragments), une centaine de motets, 10 Magnificat, des psaumes en latin et une vingtaine de chansons françaises.

## Œuvres

### Messes
- Missa "Alleluia"
- Missa "Alma redemptoris mater"
- Missa "Argentum et aurum" (perdue)
- Missa "Benedictus Dominus Deus"
- Missa "Dictes moy toutes vos pensées"
- Missa "Ecce quam bonum"
- Missa "Lo serai je dire"
- Missa "Faulte d'argent"
- Missa "l'Homme armé"
- Missa "Quem dicunt homines"
- Missa "Regina mearum"
- Missa "sans candence"
- Missa sine nomine 1 (sans nom)
- Missa sine nomine 2 (sans nom)
- Missa "Tu es Petrus"
- Missa "Tua est potentia"
- Missa "Verbum bonum"
- Credo (fragment)

### Motets et psaumes
- liste partielle
- Antequam comedam suspiro
- Ave Fuit Prima Salus
- Ave Maria Gemma Virginum
- Ave Maria Virgo Serena
- Ave Sanctissima Maria
- Benedicam Dominum
- Domine salvum fac regem[1]
- Dulces Exuviae, Dum Fata
- Exalta Regina Galliae
- Exsultet Coniubilando
- Interrogabat Magos Herodes
- Maria Virgo Prescripta Angeli
- Maria Virgo Semper Laetare
- Missus est Gabriel
- Nesciens Mater (composition en canon, l'œuvre la plus célèbre de Jean Mouton)
- Nobilis Progenie
- Noë, Noë, Psallite, Noë
- Non nobis Domine (composé à l'occasion de la naissance de la Princesse Renée, le 25 octobre 1510)
- O Christe redemptor
- O Maria piissima ; Quis dabit oculis nostris (composé à l'occasion du décès d'Anne de Bretagne, le 9 janvier 1514)
- O Maria, Virgo Pia
- O pulcherrima mulierum
- Payne Trabel
- Quaeramus cum pastoribus
- Quis Dabit Oculis Nostris
- Salva Nos, Domine
- Salve Mater Salvatoris
- Tua est potentia
- Verbum Bonum et Suave

### Chansons
- liste partielle
- Adieu mes amours
- En venant de Lyon
- La la la l'oysillon du bois
- Qui ne regrettroit le gentil Févin

## Discographie
- Josquin Desprez, Missa de Beata Virgine ; Jean Mouton, Motets. Theatre of Voices, dir. Paul Hillier (1995, Harmonia Mundi HMU 907136) (OCLC 494355542)
5 motets de Jean Mouton : Nesciens Mater ; Ave Maria Virgo Serena ; Ave Sanctissima Maria ; O Maria  Piissima ; Ave Maria Gemma Virginum
- Stella del nostro mar. Past and present reflections of the Marian inspiration, Cantica Symphonia, dir. Giuseppe Maletto (2008, Glossa, GCD P31905) (OCLC 495315021)
2 motets : Ave Fuit Prima Salus ; O Maria, Virgo Pia
- Missa « Dictes Moy Toutes Voz Pensées » ; 5 motets : Quis dabit oculis ? ; Ave Maria … Benedicta tu ; Salva Nos, Domine ; Ave Maria... Virgo Serena ; Nesciens Mater à huit voix, The Tallis Scholars, dir. Peter Phillips (2012, Gimmel Records CDGIM 047) (OCLC 812507915) Diapason d'or
- Missa « Tu es Petrus », The Brabant Ensemble, dir. Stephen Rice (2012, Hyperion Records CDA67933) (OCLC 794716899)
4 motets : Nesciens Mater ; Ave Maria, Gemma Virginum ; Exsultet Coniubilando ; Verbum Bonum Et Suave
- Mirabile Mysterium - A European Christmas Tale, Huelgas Ensemble, dir. Paul Van Nevel (2014, Deutsche Harmonia Mundi DHM 5001833) (OCLC 898292728)
Motet de Noël, Interrogabat Magos Herodes.
- "Anna requiescat in pace" déploration sur la mort d'Anne de Bretagne - motets, ensemble jacques Moderne, dir. Joël Suhubiette, 1 CD Lidi 02022122-03, distribution Harmonia Mundi.
- "Œuvres sacrées de Jean Mouton", ensembles Diabolus in Musica & Clément Janequin, Bayard musique 2015, distribution Harmonia Mundi, 1CD S565771 308437.2.